# Bildungs- und Kulturzentrum Peter Edel

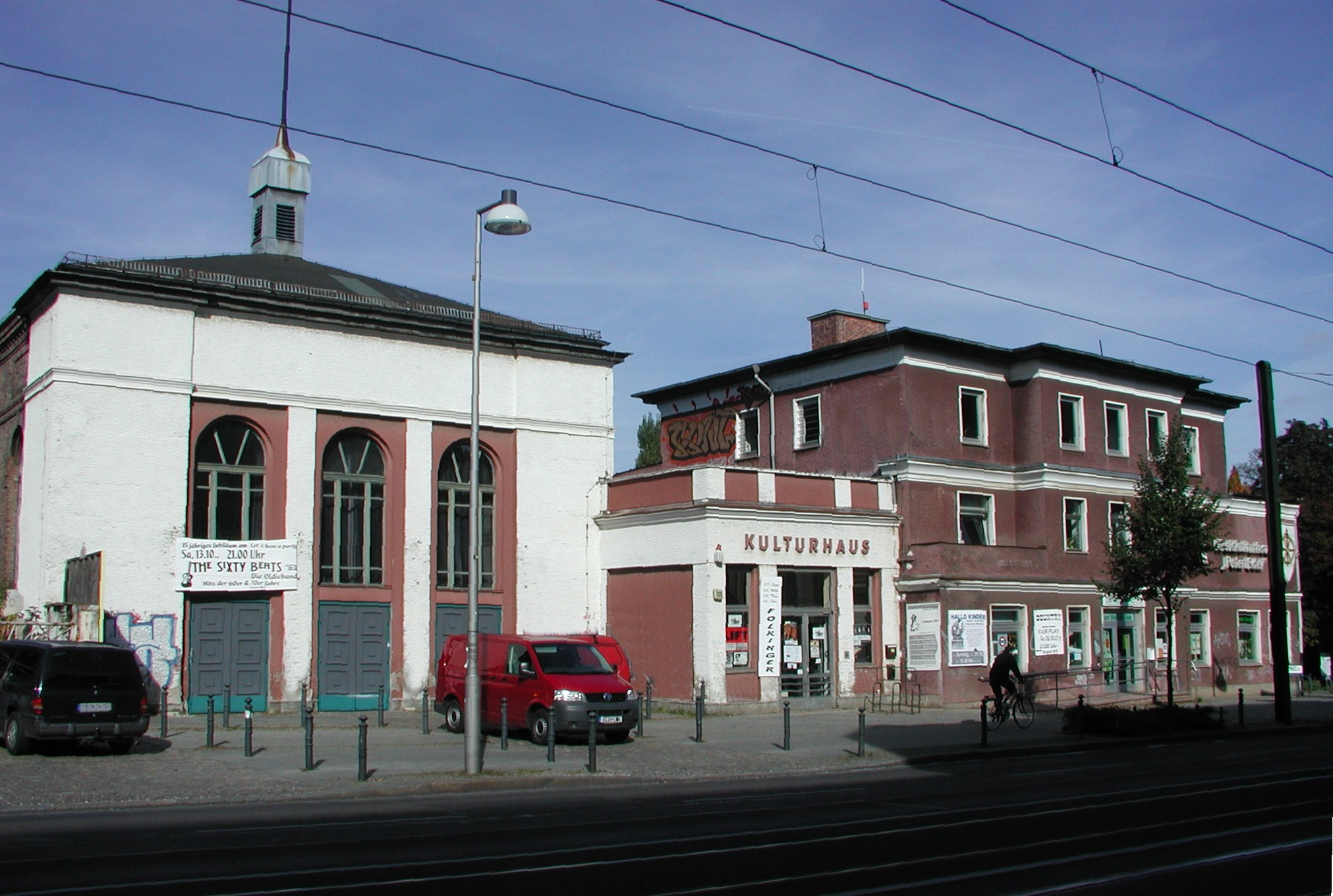
Kreiskulturhaus Peter Edel (2007)

Das Bildungs- und Kulturzentrum Peter Edel ist ein Seminar- und Kulturzentrum in der Berliner Allee 125 im Ortsteil Weißensee des Berliner Bezirks Pankow. Das Bauensemble mit dem Kleinen und Großen Saal steht teilweise unter Denkmalschutz. 2020 wurde das Haus unter dem Namen Bildungs- und Kulturzentrum Peter Edel wiedereröffnet. Bis dahin führte es den Namen Kreiskulturhaus Peter Edel.
Träger ist der 1990 gegründete Verein Kommunales Bildungswerk.

## Geschichte des Hauses
Die Geschichte des Hauses geht bis in das 19. Jahrhundert zurück. 1885 errichtete der Gastwirt und Brauer Rudolf Sternecker auf dem Grundstück an der heutigen Berliner Allee einen Brauereibetrieb. Auf dem Parkgelände mit dem Schloss Weißensee etablierte Rudolf Sternecker das Welt-Etablissement Schloss Weißensee. Im Jahr 1892 ging die Brauerei-Liegenschaft an der damaligen König-Chaussee Nr. 5 in den Besitz des Brauers Gustav Enders über. Nach einer Meldung im Teltower Kreisblatt 1893 wurde über Sterneckers Vermögen ein Konkursverfahren eröffnet. Nach Eröffnung dieses Verfahrens war Sternecker auf der Flucht.
Gustav Enders reichte 1902 beim Ortsvorsteher Heinrich Feldtmann einen Bauantrag für einen großen Saal ein. Im Jahr 1908 folgte ein kleiner Saal, der die Restauration mit dem großen Saal verband. Die Originalakten zur Liegenschaft befinden sich im Bauaktenarchiv des Bezirksamtes Pankow. Federführender Architekt für Enders’ Projekte war Max Bing, Inhaber eines „Ateliers für Architektur und Bauausführungen“.
Von der Entstehung bis in die heutige Zeit erlebte das Areal eine wechselhafte Nutzung. Ab 1927 diente der große Saal als Kino: die Lichtspiele Schloss Weißensee führten ihren Betrieb bis in die 1950er Jahre fort. Nach dem Ende des Zweiten Weltkrieges gab 1946 die sowjetische Stadtkommandantur den Befehl, im Gebäudetrakt ein Volkshaus einzurichten. Ab 1962 entwickelte sich das Haus nach einer Sanierung zum Kreiskulturhaus Weißensee.
Im Jahr 1984 erhielt das Kreiskulturhaus den Namen des Schriftstellers Peter Edel (1921–1983). Zwischenzeitlich änderte sich ebenfalls die Adresse des Grundstücks. Die ehemalige Anschrift König-Chaussee 5 hieß ab 1910 Berliner Allee 211, ab 1953 Klement-Gottwald-Allee 125, ab 1991 erfolgte die Rückbenennung zu Berliner Allee 125.
Die Weißenseer Bezirksverordnetenversammlung fasste am 13. September 2000 den Beschluss, dass der Name des Hauses in „Kreiskulturhaus Weißensee“ geändert werden sollte, da Edel als informeller Mitarbeiter (IM) der DDR-Staatssicherheit (MfS) tätig war. Eine Bürgerinitiative sowie eine Klage der PDS, wandten sich dagegen, da eine Umbenennung eine „Ermunterung für neofaschistische Kräfte“ darstellen würde. Eine Umbenennung fand in der Folge nicht statt. Nach neuen Recherchen konnte der Vorwurf, dass Edel für die DDR-Staatssicherheit Menschen denunziert haben soll, nicht gehalten werden. Die Geschäftsführung des Trägervereins erhielt beim  Bundesbeauftragten für die Stasi-Unterlagen Einsicht in die Akten über Peter Edel. Sie beinhalten Aufzeichnungen von Gesprächen der MfS-Offiziere, Einschätzungen über seine Person und Personalunterlagen des Schriftstellerverbandes. „Es wurde keine Aufzeichnung oder ein Bericht gefunden, den Edel selbst verfasst oder abgezeichnet hat.“
2007 schloss das Kulturhaus zunächst seine Pforten. Das Pankower Kulturamt versuchte, eine Nachnutzung zu vereinbaren. Das Gebäude wurde ausgeschrieben, besonderes Interesse zeigte die Gesellschaft für Stadtentwicklung GmbH in Partnerschaft mit der Berliner Schule für Schauspiel, die das Gelände zeitweilig nutzte. 2012 wurde ein Erbbaurechtsvertrag zwischen den neuen Interessenten und dem Bezirksamt unterschrieben. Die Erwartung auf Fördermittel zur Sanierung konnte jedoch nicht erfüllt werden, sodass sich die Berliner Schule für Schauspiel aus dem Projekt zurückzog.
Das leerstehende Gebäude wurde in den Jahren 2007–2010 durch das Künstlerkollektiv Wallywoods genutzt. Kulturorganisator und Galerist Paul Woods agierte dort gemeinsam mit zehn Künstlern aus zehn Ländern.
Nach Verhandlungen im Jahr 2016 übernahm der gemeinnützige Bildungsträger Kommunales Bildungswerk e. V. den Gebäudekomplex, um eine Bildungs- und Kulturstätte in Weißensee zu etablieren. Die Baugenehmigung wurde am 23. Februar 2018 erteilt.

## Sanierung und Wiedereröffnung

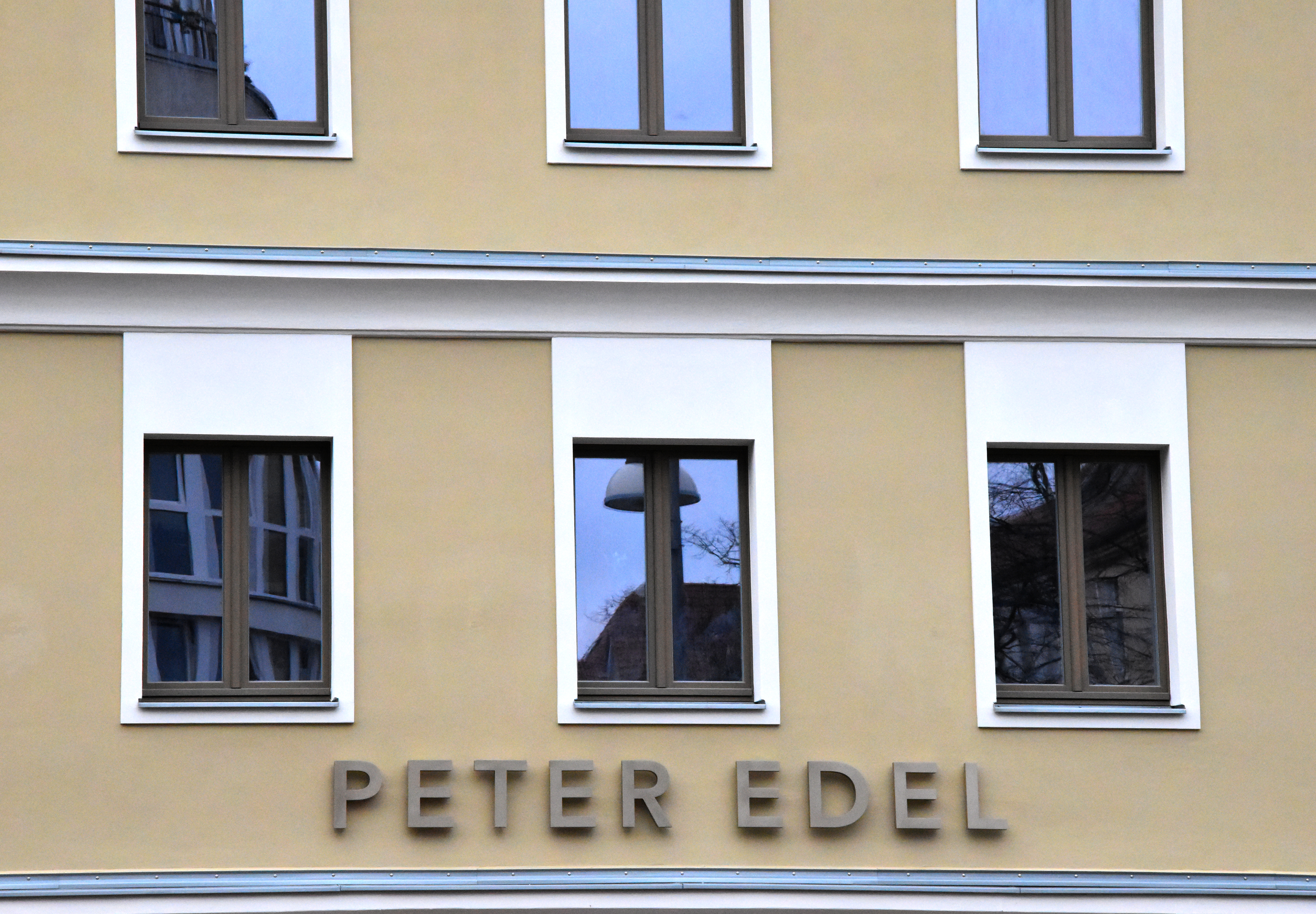
Sanierte Frontfassade (2020)

Der nordöstliche Eckbereich eines zweigeschossigen Anbaus aus den 1980er Jahren wurde nach 2017 zurückgebaut. Der denkmalgeschützte Große Saal wurde seinem historischen Charakter entsprechend aufwändig restauriert. Im ersten Stockwerk des alten Restaurantgebäudes entstand ein markanter Lichthof. Drei bemalte Wandpaneele aus der Wallywoods-Zeit sind im Foyer erhalten geblieben.
Am 11. Dezember 2019 wurde der Grundstein für eine Erweiterung mit einem neuen Seminar- und Bürotrakt gelegt. Die Wiedereröffnung erfolgte im Laufe des Jahres 2020. Das Haus steht neben den Bildungsveranstaltungen des Trägervereins Kommunales Bildungswerk e. V. auch für Kultur-, soziale und Nachbarschaftsangebote zur Verfügung, so für Lesungen im „Literatursalon am Weißen See“. Im Erdgeschoss wurde ein gastronomisches Angebot geschaffen.
Um das Bewusstsein für die Qualität des Planens und Bauens in Berlin zu fördern, ging im Jahr 2024 der 2. Preis des Bundes Deutscher Architektinnen und Architekten e. V. in der Kategorie „Öffentlicher Publikumspreis“ an das Bildungs- und Kulturzentrum Peter Edel.